# Теорема унитарности
Теорема унитарности (англ. Unitarity theorem) — утверждение о свойствах представлений конечных групп. Играет важную роль при применении методов теории групп в физике.

## Формулировка
Для всякого представления {\displaystyle T} конечной группы {\displaystyle G}, определённого в конечномерном пространстве {\displaystyle L}, можно определить скалярное произведение для любых векторов {\displaystyle x,y\in L} в этом пространстве {\displaystyle (x,y)} таким образом, чтобы все операторы {\displaystyle T(g),g\in G} были унитарными, то есть чтобы для всех {\displaystyle x,y\in L,g\in G} выполнялось равенство: {\displaystyle (T(g)x,T(g)y)=(x,y)}.

## Доказательство
Определим в пространстве {\displaystyle L} новое скалярное произведение: {\displaystyle (x,y)_{0}={\frac {1}{N}}\sum _{h\in G}(T(h)x,T(h)y)}. Здесь {\displaystyle N} — число элементов конечной группы {\displaystyle G}. Покажем, что все операторы {\displaystyle T(g),g\in G} унитарны относительно этого скалярного произведения: {\displaystyle (T(g)x,T(g)y)_{0}=(x,y)_{0}}. Имеем: {\displaystyle (T(g)x,T(g)y)_{0}={\frac {1}{N}}\sum _{h\in G}(T(h)T(g)x,T(h)T(g)y)={\frac {1}{N}}\sum _{h\in G}(T(hg)x,T(hg)y)}. Когда элемент
{\displaystyle h} по одному разу пробегает все элементы группы {\displaystyle G}, то произведение {\displaystyle hg} при фиксированном {\displaystyle g} тоже пробегает по одному разу все элементы этой группы. Поэтому суммы {\displaystyle {\frac {1}{N}}\sum _{h\in G}(T(h)x,T(h)y)} и {\displaystyle {\frac {1}{N}}\sum _{h\in G}(T(hg)x,T(hg)y)} отличаются только порядком слагаемых, и, таким образом, равны друг другу. Тождество {\displaystyle (T(g)x,T(g)y)_{0}=(x,y)_{0}} доказано, следовательно, доказана теорема унитарности.

## Следствия
- Если {\displaystyle L_{1}} — инвариантное относительно представления {\displaystyle T} подпростанство, то ортогональное к нему подпространство {\displaystyle L_{2}\subset L} тоже инвариантно относительно представления {\displaystyle T}[3].
- Если {\displaystyle \tau } — неприводимое представление конечной группы, то пространство {\displaystyle L} не содержит ни одного нетривиального подпространства, инвариантного относительно представления {\displaystyle \tau }[4].